# Fala grawitacyjna

Fale grawitacyjne wytwarzane przez układ dwóch bardzo szybko orbitujących wokół siebie obiektów (gwiazd neutronowych, białych karłów, czarnych dziur)

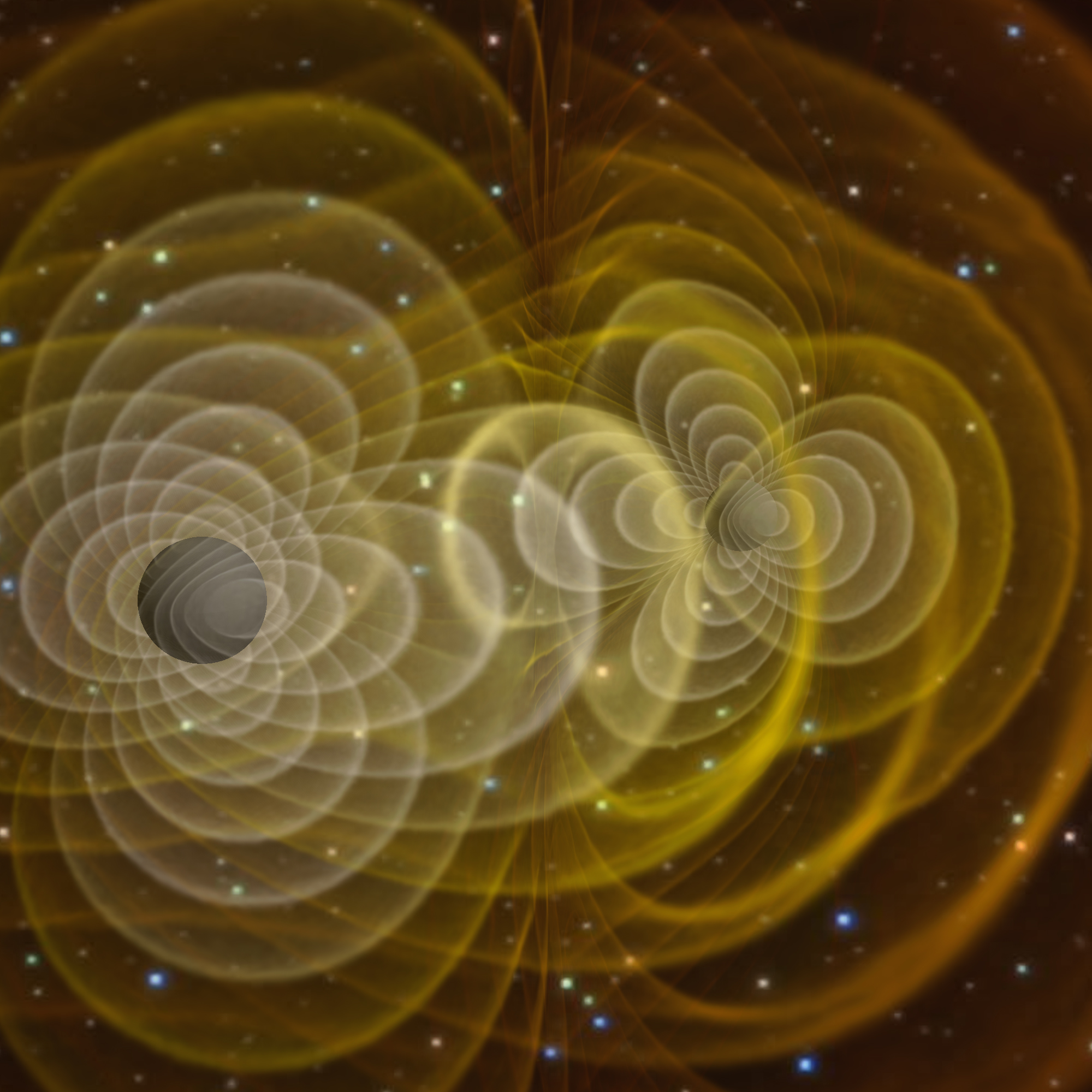
Symulacja łączenia się czarnych dziur – zjawiska, które wytwarza jedne z najsilniejszych fal grawitacyjnych.

Fala grawitacyjna, promieniowanie grawitacyjne, zmarszczka czasoprzestrzeni – przemieszczające się z prędkością światła w próżni odkształcenie w czasoprzestrzeni. W mechanice nierelatywistycznej fala ta objawia się jako rozchodzące się drgania pola grawitacyjnego. Źródłem fal grawitacyjnych jest ciało poruszające się z przyspieszeniem. Do uzyskania obserwowalnych efektów ciało musi mieć bardzo duże przyspieszenie i ogromną masę. Obiekt emitujący fale traci energię, która unoszona jest w postaci promieniowania. Kwantem promieniowania grawitacyjnego może być grawiton, hipotetyczna cząstka.
Fale grawitacyjne zaobserwowano po raz pierwszy 14 września 2015 roku. Ponad dwa lata później, 3 października 2017, Rainer Weiss, Barry C. Barish i Kip S. Thorne otrzymali Nagrodę Nobla z dziedziny fizyki „za decydujący wkład w stworzenie detektora LIGO i obserwację fal grawitacyjnych”.

## Podstawy teoretyczne
Istnienie fal grawitacyjnych wynika z ogólnej teorii względności sformułowanej przez Alberta Einsteina, której równania są nieliniowe, co powoduje:
- Rozwiązania równań nie tworzą przestrzeni liniowej, co oznacza, że nie obejmuje ich zasada superpozycji, przez co są dużo trudniejsze do rozwiązania niż równania Maxwella.
- Fale grawitacyjne oddziałują ze sobą, a nie tylko z materią, w efekcie zjawisko interferencji jest zupełnie inne niż dla fal elektromagnetycznych[6].

W związku z tym, opisując na przykład ruch dwóch czarnych dziur w układzie podwójnym, nie można sprowadzić go do zagadnienia dwóch ciał, jak w mechanice klasycznej. Nie jest możliwe w szczególności wyodrębnienie horyzontów składników układu w każdej chwili czasu i konieczne jest skonstruowanie rozwiązania dla całej czasoprzestrzeni równocześnie. Dodatkowo na dynamikę układu, oprócz mas składników, mają wpływ również ich wektory momentu pędu.
W procesie spiralowania i zlewania się czarnych dziur można wyróżnić trzy etapy. Pierwszy z nich, gdy separacja składników jest duża, można opisać, stosując przybliżenie postnewtonowskie. Gdy składniki zbliżą się do siebie na tyle, że powstaje z nich jeden bardzo niesymetryczny obiekt, przybliżenie to przestaje działać. Konieczne są wówczas zaawansowane obliczenia numeryczne. Końcowym etapem jest powstanie jednej rotującej czarnej dziury, która jest opisana metryką Kerra. Wysyłane przez nią fale, powstające wskutek spowalniania rotacji, modeluje się, używając rachunku perturbacyjnego. Sytuacja komplikuje się, jeśli jednym ze składników jest gwiazda neutronowa, gdyż na emisję fal grawitacyjnych ma bardzo silny wpływ równanie stanu materii gęstej w gwieździe.

## Dowód pośredni
Dla słabych fal grawitacyjnych nieliniowe równania dają się aproksymować do postaci liniowej ogólnej teorii względności. Obliczenia stają się wtedy znacznie prostsze, co pozwala na symulację wpływu fal grawitacyjnych na gwiazdy neutronowe. Okazało się, że dwa bardzo szybko obiegające się obiekty będą zwalniać na skutek emisji energii w postaci fal grawitacyjnych. Zjawisko to zostało pośrednio zaobserwowane w latach 70. XX wieku przez Russella Hulse’a oraz Josepha Taylora podczas badań PSR B1913+16. Pomiary ruchu dwóch gwiazd neutronowych dokładnie potwierdziły przewidywania ogólnej teorii względności. Obaj naukowcy za swoje odkrycie otrzymali w 1993 roku nagrodę Nobla w dziedzinie fizyki.
W roku 1999 opublikowano wyniki obserwacji satelity ROSAT. Odkrył on źródło promieniowania rentgenowskiego, które oznaczono jako J0806. Późniejsze obserwacje wykazały, że jest to jeden obracający się lub dwa orbitujące wokół siebie białe karły. W okresie od 6 stycznia do 22 listopada 2004 rentgenowski teleskop kosmiczny Chandra wykonał szereg obserwacji J0806 w zakresie miękkich promieni X. Określono częstotliwość zmian promieniowania na (3,1101380 ± 0,0000000006) ∙ 10−3 Hz. Astronomowie postawili hipotezę, według której J0806 to układ dwóch niezwykle bliskich sobie białych karłów, które okrążają się co 5 min 21,53 s. Odległość między nimi oszacowano na 80 000 km, czyli zaledwie czwartą część odległości między Ziemią a Księżycem. Prędkość orbitalna białych karłów została określona w przybliżeniu jako 800 km/s, a ich masa jako połowa masy Słońca. Tak szybki ruch dwóch bardzo ciężkich obiektów we wspólnym polu grawitacyjnym powinien prowadzić do utraty energii mechanicznej w postaci fal grawitacyjnych. Dokładne pomiary wykazały, że częstotliwość zmian natężenia promieniowania rentgenowskiego zwiększa się w ciągu każdej sekundy o 3,77±0,8 ∙ 10−16 Hz. W ciągu tysiąca lat okres obiegu zmniejsza się o około 1,23 s. Moc emitowanej w postaci fal grawitacyjnych energii oszacowano na 1,5 ∙ 1032 W. Energia fal grawitacyjnych emitowanych przez układ J0806 jest 400 000 razy większa od całej energii wytwarzanej w tym samym czasie przez Słońce. Obiekt J0806 znajduje się zaledwie 1600 lat świetlnych od Ziemi, co czyni go jednym z najłatwiejszych do wykrycia źródeł fal grawitacyjnych w naszym kosmicznym sąsiedztwie. W roku 2034 agencja ESA zamierza wystrzelić zespół sond eLISA. Będą one poszukiwać fal grawitacyjnych. Ich czułość powinna pozwolić na wykrycie zmarszczek czasoprzestrzeni wytwarzanych w układzie J0806, co może potwierdzić hipotezy astronomów.

## Obserwacje i odkrycie

Pomiary systemu LIGO wykonane przez instrumenty w Livingstonie (po lewej) i Hanfordzie (po prawej) wraz z przewidywanymi wartościami teoretycznymi.

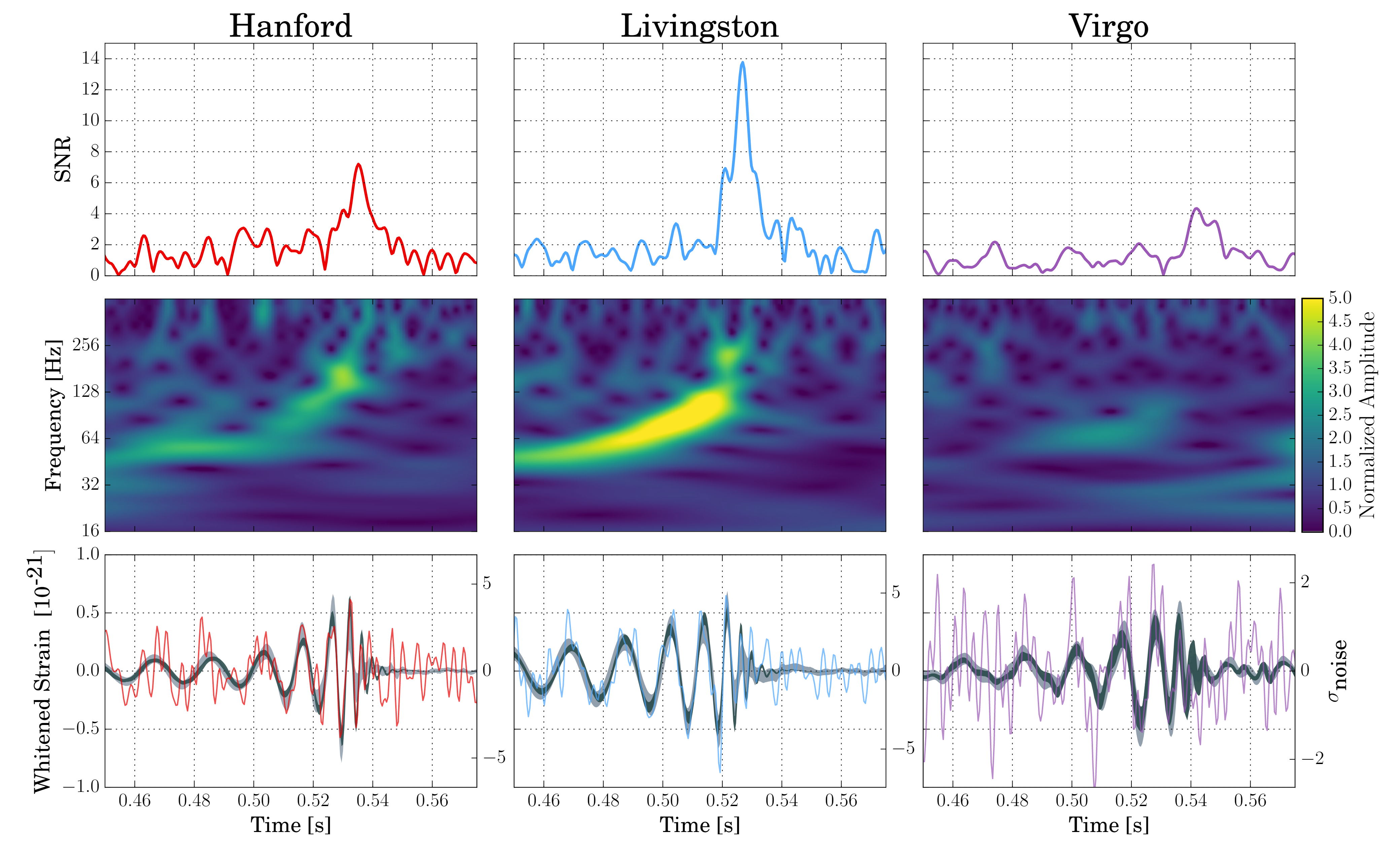
Detekcja GW170814 wykonana przez detektory LIGO i Virgo. Pierwsza dokonana przy użyciu trzech detektorów.

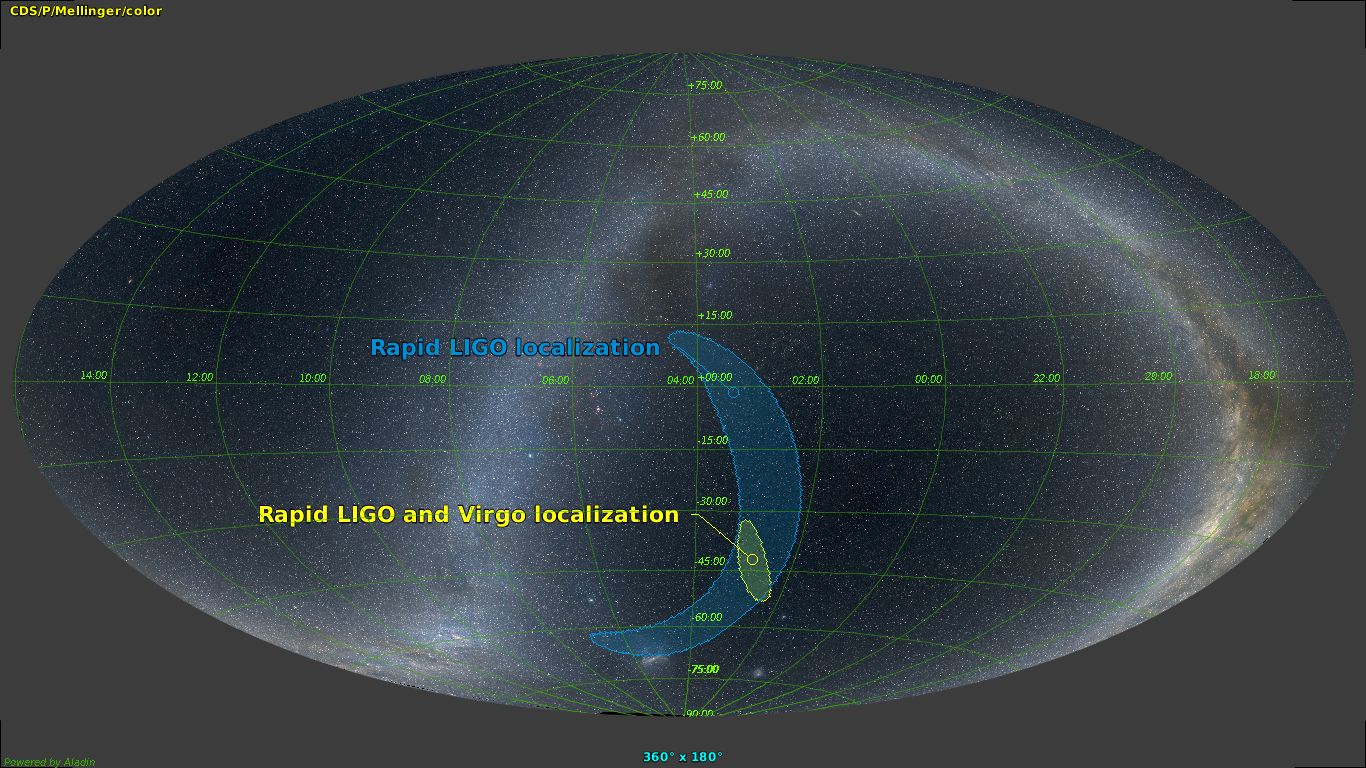
Estymowana lokalizacja źródła sygnału GW170814 – gwiazdozbiór Erydanu

### Próby obserwacji
Dla przewidywalnych teoretycznie fal, wartości odkształcenia obiektu o długości 400 km są mniejsze niż 10−19 m. Tak małe wartości utrudniają detekcję fal grawitacyjnych, a bez tego pomiaru nie można być do końca pewnym ich istnienia. Jednak dzięki zastosowaniu interferometru laserowego możliwe jest zbudowanie detektora fal grawitacyjnych.
W marcu 2014 naukowcy z Harvard Smithsonian University Centre for Astrophysics ogłosili zaobserwowanie fal grawitacyjnych przy pomocy teleskopu BICEP (konkretnie zniekształceń polaryzacji światła pochodzącego z pierwszych chwil po Wielkim Wybuchu, które dowodziłoby istnienia fal grawitacyjnych). W wyniku dalszych badań i analiz okazało się jednak, że zaobserwowane sygnały nie są wynikiem działania fal grawitacyjnych, lecz powoduje je pył w Drodze Mlecznej.

### Potwierdzenia istnienia fal grawitacyjnych
14 września 2015 (obserwacja) / 11 lutego 2016 (publikacja)
Międzynarodowy zespół naukowców poinformował o pierwszym w historii zarejestrowaniu fal grawitacyjnych. Fale (sygnał GW150914), odpowiadające przewidywaniom ogólnej teorii względności, zostały zarejestrowane 14 września 2015 o godz. 09:50:45 UTC przez oba detektory LIGO (jeden znajduje się w Hanford, w pobliżu Richland w stanie Waszyngton, a drugi w Livingston w stanie Luizjana). W czasie 0,2 s sygnał zwiększył częstotliwość z 35 do 250 Hz. Analiza statystyczna potwierdziła, że zdarzenie wyróżnia się spośród tła o 5,1 sigma. Według naukowców zarejestrowane fale pochodziły z połączenia dwóch czarnych dziur o masach około 29 i 36 mas Słońca (M☉). Do połączenia doszło 1,3±0,6 miliarda lat temu, a w jego wyniku masa około 3 M☉ została zamieniona na fale grawitacyjne.
26 grudnia 2015 (obserwacja) / 15 czerwca 2016 (publikacja)
15 czerwca 2016 r. opublikowano drugie odkrycie tego samego zespołu obserwatorium LIGO nazwane GW151226. Detekcji dokonano 26 grudnia 2015 roku. Tym razem zaobserwowano efekt zderzenia dwóch czarnych dziur o masach około 14,2 i 7,5 M☉. Do połączenia doszło ok. 1,4 mld lat temu. W wyniku połączenia powstał obiekt o masie około 20,8 M☉, pozostała część masy (około 1 M☉) została zamieniona w energię fal grawitacyjnych.
4 stycznia 2017 (obserwacja) / 1 czerwca 2017 (publikacja)
Trzeciej detekcji, GW170104, dokonano 4 stycznia 2017. Emisja fal grawitacyjnych nastąpiła w wyniku połączenia dwu czarnych dziur o masach ok. 31,2 i 19,4 M☉, w odległości ok. 3 mld lat świetlnych (≈ 880 Mpc). Masę powstałego obiektu oceniono na 48,7 M☉. Masa ok. 2 M☉ została zamieniona w energię fal.
Na podstawie tej i dwu poprzednich obserwacji oszacowano masę grawitonu na ≤ 7,7 ∙ 10−23 eV/c².
14 sierpnia 2017 (obserwacja) / 27 września 2017 (publikacja)
14 sierpnia 2017 r. dokonano pierwszej detekcji przy pomocy trzech detektorów (dwa LIGO i Virgo), oznaczonej jako GW170814.
17 sierpnia 2017 (obserwacja) / 16 października 2017 (publikacja)
17 sierpnia 2017 r. po raz pierwszy zaobserwowano fale grawitacyjne (sygnał GW170817) wraz z towarzyszącym im rozbłyskiem gamma (GRB 170817A), pochodzącymi z połączenia dwu gwiazd neutronowych w galaktyce NGC 4993 odległej o ok. 40 Mpc.

## Kosmiczne źródła fal grawitacyjnych
Źródłami fal grawitacyjnych mogą być przede wszystkim układy podwójne gwiazd zawierające składniki zwarte: gwiazdy neutronowe i czarne dziury. Zlewające się ze sobą pary takich gwiazd są prawdopodobnie powiązane z niektórymi krótkotrwałymi błyskami gamma. Pary supermasywnych czarnych dziur mogą występować w jądrach galaktyk aktywnych – przykładem może być NGC 6420 zaobserwowana przez satelitę Chandra, a także blazar OJ 287. Etapem poprzedzającym powstanie podwójnego jądra w galaktyce jest zderzenie galaktyk, a przykłady par, w których takie zjawisko prawdopodobnie nastąpi za wiele milionów lat, można znaleźć w Atlasie Osobliwych Galaktyk.
Liczbę tego typu źródeł próbuje się podawać statystycznie. Przykładowo liczba zlewających się par gwiazd neutronowych w promieniu 200 Mpc od Ziemi została oszacowana na kilkadziesiąt rocznie. Pary czarnych dziur mają największą szansę powstania wewnątrz gromad kulistych wskutek silnej segregacji masy w tych obiektach.
Rozważa się również pary „mieszane”, czyli takie, w których stosunek mas jest bardzo duży: supermasywna czarna dziura w centrum galaktyki może pochwycić gwiazdę lub czarną dziurę o masie gwiazdowej. W ostatnim wypadku, zlaniu się czarnych dziur nie będzie towarzyszył rozbłysk promieniowania, a jedynie silny sygnał fali grawitacyjnej.
Innym źródłem fal grawitacyjnych może być dynamiczna ekspansja młodego Wszechświata (tzw. pierwotne fale grawitacyjne). Powstałe w ten sposób tło zawierałoby fale, których długość zostałaby rozciągnięta aż do naszego obecnego horyzontu kosmicznego. Pierwotne fale grawitacyjne zostawiłyby pośrednie sygnatury, które mogą się pojawić w mapach promieniowania tła. Pierwotna masa oraz fluktuacje gęstości energii rosną w kierunku stworzenia struktur kosmologicznych, produkując tym samym obserwowalne w promieniowaniu tła anizotropie temperaturowe. Natomiast pierwotne fale grawitacyjne wytwarzałyby nie tylko anizotropie temperaturowe, lecz także charakterystyczny sygnał, który mógłby być wykryty za pomocą bardzo czułych instrumentów.